# Madagascarchaea griswoldi
Espèce
Synonymes
- Eriauchenius griswoldi Wood, 2008

Madagascarchaea griswoldi est une espèce d'araignées aranéomorphes de la famille des Archaeidae.

## Distribution
Cette espèce est endémique de Madagascar. Elle se rencontre dans les régions de Melaky, de Menabe et d'Ihorombe.

## Description
Le mâle holotype mesure 1,77 mm et la femelle paratype 2,13 mm.

## Étymologie
Cette espèce est nommée en l'honneur de Charles Edward Griswold.

## Publication originale
- Wood, 2008 : A revision of the assassin spiders of the Eriauchenius gracilicollis group, a clade of spiders endemic to Madagascar (Araneae: Archaeidae). Zoological Journal of the Linnean Society, vol. 152, p. 255-296.